# Judy Minx
Pour les articles homonymes, voir Minx.
Judy Minx, née à Paris le 1er avril 1989, est une actrice pornographique française, qui exerce diverses activités professionnelles liées à la vente de services sexuels (escorting, téléphone rose, domination professionnelle, services fétichistes). Elle se qualifie aussi de travailleuse du sexe, militante queer et féministe.

## Biographie
Judy Minx, née d'un père scientifique et d'une mère fonctionnaire, a des origines algériennes par sa mère et tunisiennes par son père. Elle commence en 2005 à militer dans un groupe féministe. Elle devient actrice porno à l'âge de 18 ans, dans le « porno hétéro mainstream », et tourne pour John B. Root des scènes de sodomie, de double pénétration et d'éjaculation faciale avec des acteurs comme Phil Holliday et Titof. En parallèle, pour gagner sa vie, elle vend ses services sexuels (escorting, téléphone rose, domination professionnelle, services fétichistes).
Elle se rapproche de la mouvance queer. Parallèlement à sa carrière, elle poursuit ses études : elle a suivi des études de lettres en "hypokhâgne" (première année de Lettres supérieures, en CPGE), où elle choisit son pseudonyme et est titulaire d'une licence. Militante pour les droits des travailleurs du sexe, elle est proche du syndicat du travail sexuel. Outre son travail dans le porno, elle donne également des ateliers d'éducation sexuelle  et écrit sur un blog.
Son pseudo, Judy, est un hommage à Judith Butler. Minx est un terme anglais désignant une jeune femme coquine ou dévergondée.

## Filmographie sélective

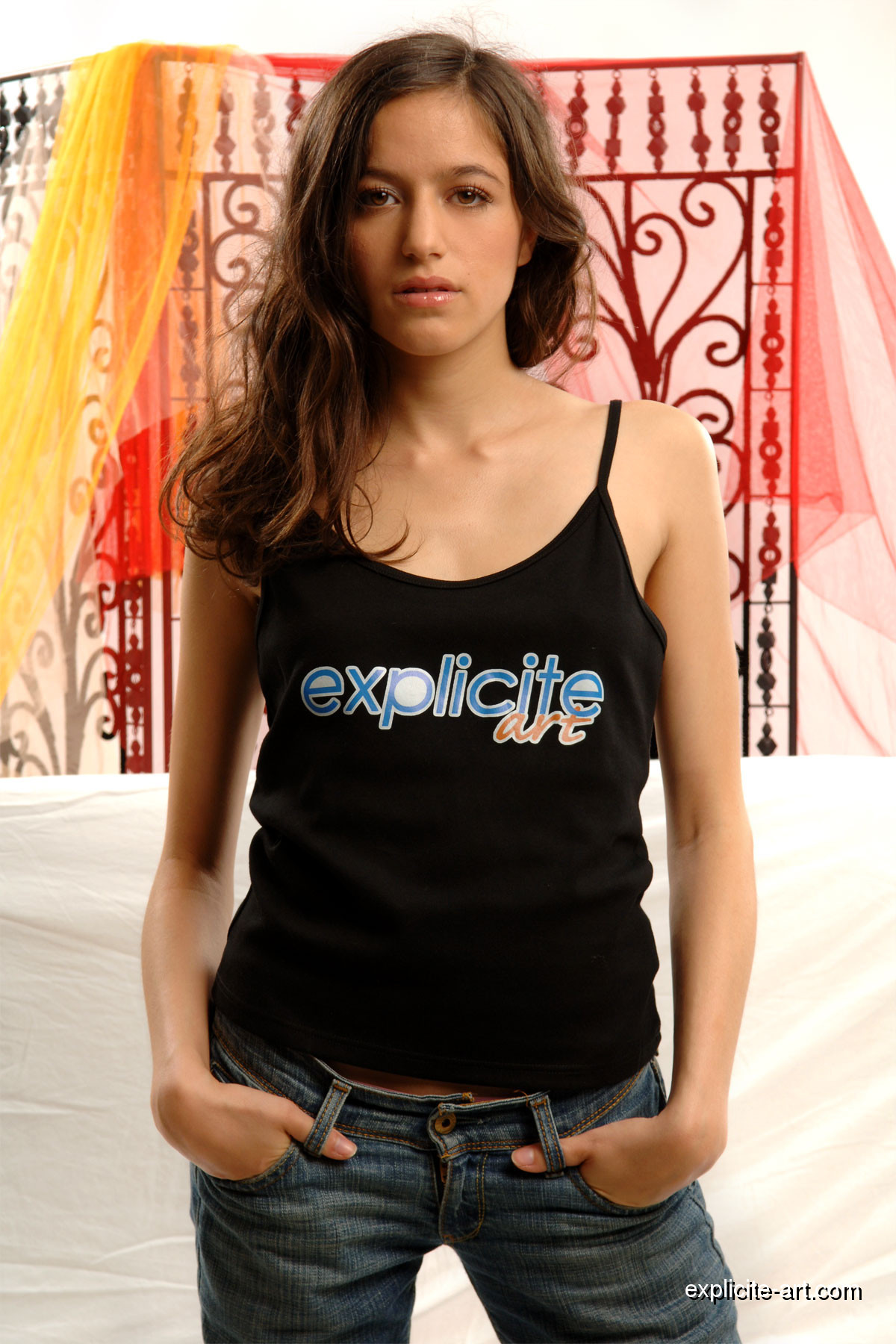
Judy Minx sur le tournage d'une de ses premières vidéos, par John B. Root
(source image : explicite-art.com)

- 2007 : Judy'Afternoon  videos de John B. Root
- 2008 : Ti'touch II, de Titof
- 2009 : Lolitas 100 % sodomisées de John B. Root
- 2009 :  Histoires de sexe(s) d'Ovidie et Jack Tyler
- 2009 : Roulette Berlin, de Courtney Trouble
- 2010:  Les Travailleu(r)ses du sexe, de Jean-Michel Carré
- 2010 : The Final Girl, de Todd Verow
- 2010 : Too Much Pussy! Feminist Sluts, a Queer X Show, d'Émilie Jouvet[10]
- 2010 :  Popaul Emploi, de Tony Carrera
- 2010 : Pascal, le grand frère pineur, de Max Antoine[11]
- 2010 : Roulette Toronto, de Courtney Trouble
- 2011 : Much More Pussy!, d'Émilie Jouvet
- 2011 : Fucking Different XXX, de Bruce LaBruce, Émilie Jouvet, Todd Verow, Maria Beatty, Jürgen Brüning...
- 2012 : Mommy is Coming, de Cheryl Dunye
- 2014 : Ces filles qui nous veulent du bien, de Max Antoine